# Beryl (enseigne française)
Pour les articles homonymes, voir Beryl.
 (septembre 2011).
Si vous disposez d'ouvrages ou d'articles de référence ou si vous connaissez des sites web de qualité traitant du thème abordé ici, merci de compléter l'article en donnant les références utiles à sa vérifiabilité et en les liant à la section « Notes et références ».
Beryl était une chaîne française de magasins de chaussures et d'accessoires pour femmes, hommes et enfants. Fondée en 1930 sous le nom Bonusage par Charles et Gilberte Bonus, la société fabrique et vend des chaussures dans son premier magasin, à Neuves-Maisons, en Meurthe-et-Moselle. Charles Bonus fabrique les chaussures dans sa propre usine et sa femme les vend. Faisant partie du groupe Vivarte, l'enseigne disparait en 2014, intégrée avec d'autres marques.

## Histoire
- 1930 : fondation de la société Bonusage par Charles et Gilberte Bonus. Leur premier magasin de chaussures ouvre à Neuves-Maisons (54). Charles Bonus fabrique les chaussures dans sa propre usine et sa femme les vend.
- 1965 : les fondateurs stoppent la fabrication de chaussures pour se consacrer exclusivement à la commercialisation des produits et à l'implantation de nouveaux points de vente.
- 1971 : le groupe compte 8 magasins. Et en 1975, ce chiffre passe à 46.
- 2007 : Beryl rejoint le groupe Vivarte
- 2007 : Beryl ouvre sa boutique de vente en ligne
- 2008 : L'enseigne dévoile son nouveau Concept Store et commence alors la rénovation des boutiques selon ce concept.
- 2010 : Beryl emménage dans un nouvel entrepôt, de plus de 10 000 mètres carrés.
- 2011 : Beryl compte plus de 90 magasins dans la France entière.
- 2013 : Lors de la restructuration de Vivarte engagée par Marc Lelandais, les magasins Beryl font les frais de celle-ci et passent intégralement sous différentes enseignes du groupe dont André, Minelli, San Marina[1].
- 2014 : fermeture définitive de la société Beryl le 28 février.